# Hoplocephalus stephensii
Espèce
Statut de conservation UICN

 NT  : Quasi menacé
Hoplocephalus stephensii est une espèce de serpents de la famille des Elapidae.

## Répartition
Cette espèce est endémique d'Australie. Elle se rencontre au Queensland et en Nouvelle-Galles du Sud. 

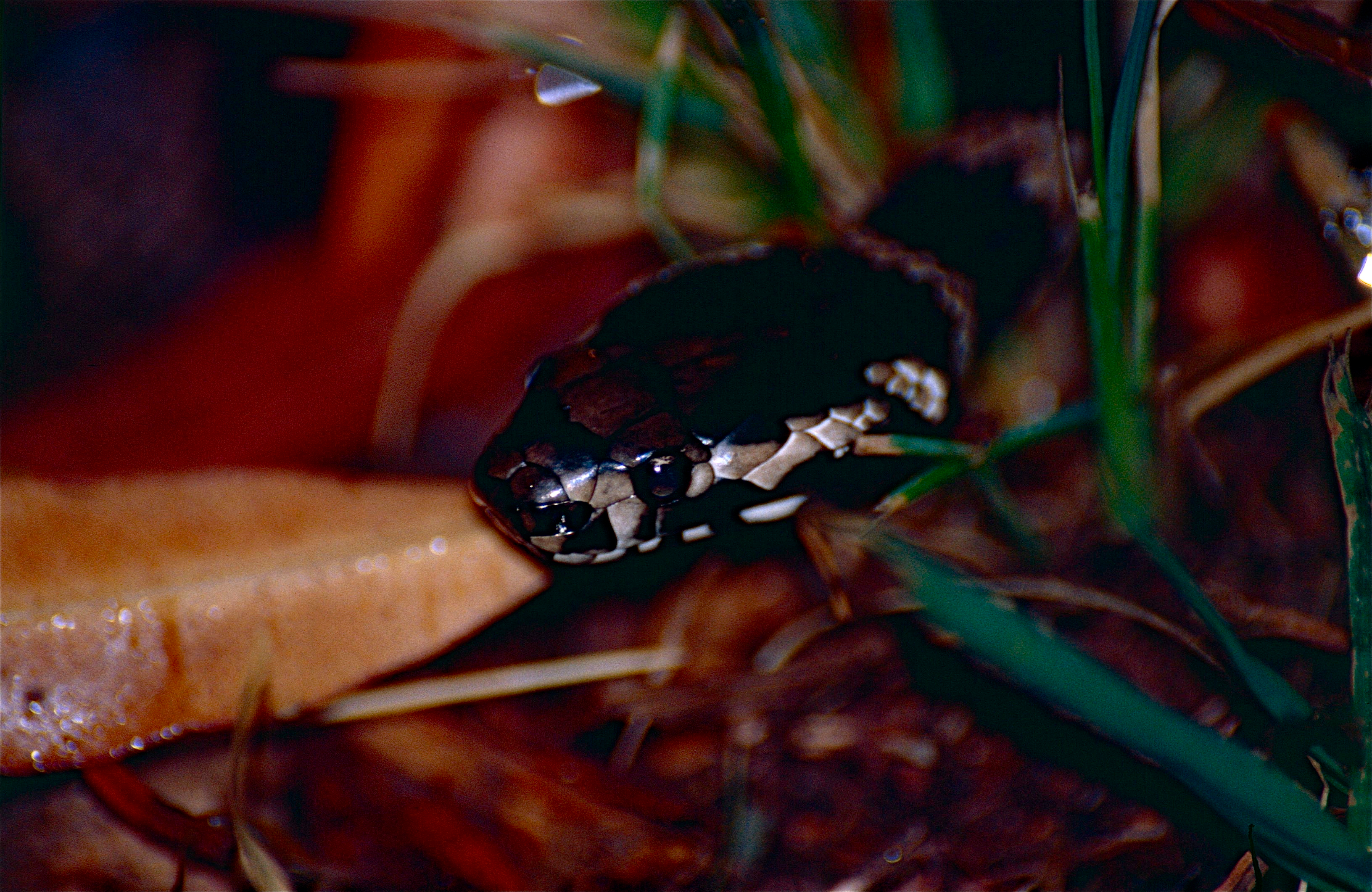

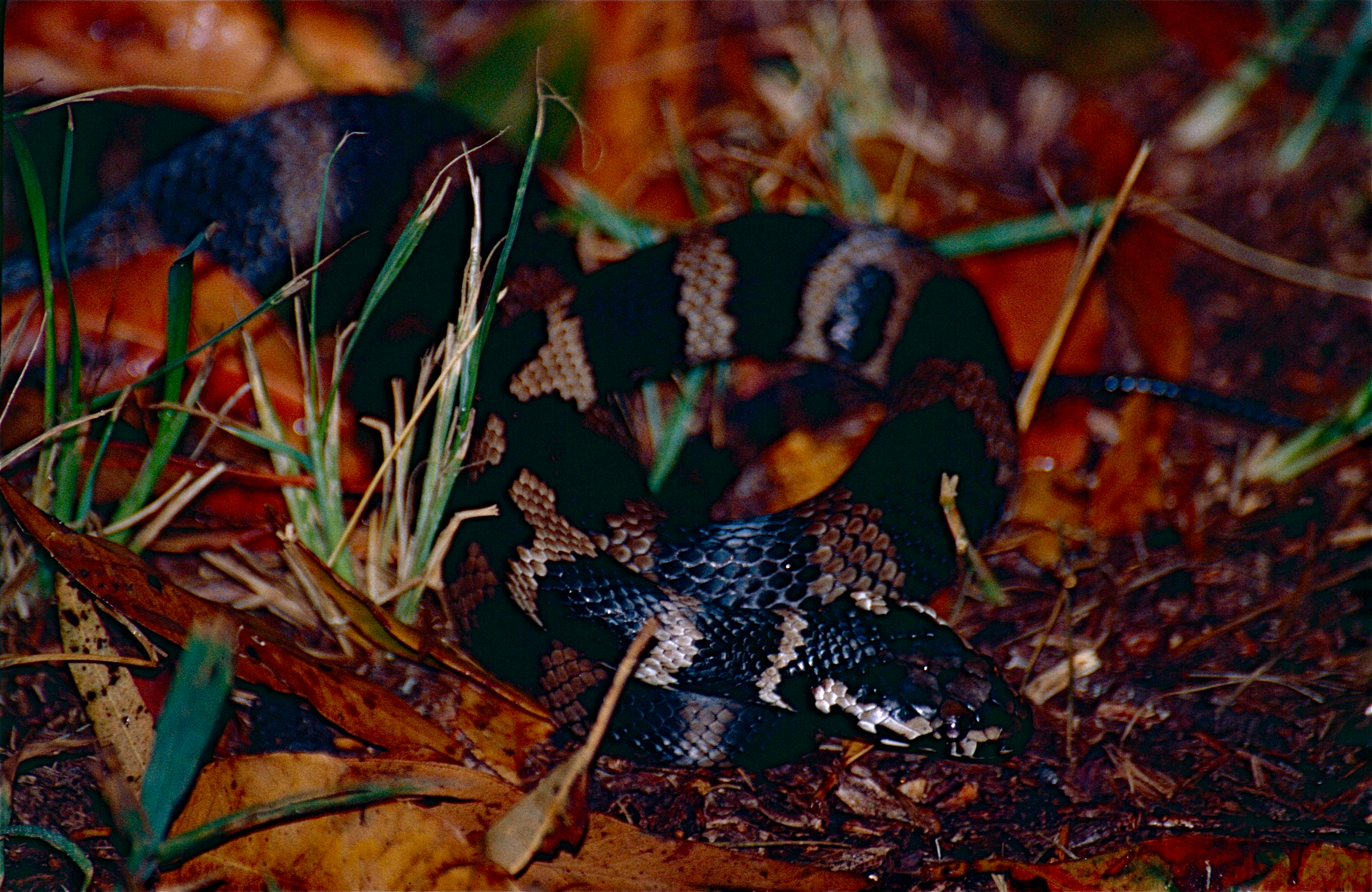

## Étymologie
Cette espèce est nommée en l'honneur de William John Stephens (1829-1890).

## Publication originale
- Krefft, 1869 : The Snakes of Australia; an Illustrated and Descriptive Catalogue of All the Known Species. Sydney, Govt. Printer, p. 1-100 (texte intégral).